# Катијон Фимешон
Катијон Фимешон (фр. Catillon-Fumechon) насеље је и општина у североисточној Француској у региону Пикардија, у департману Оаза која припада префектури Клермон.
По подацима из 2011. године у општини је живело 575 становника, а густина насељености је износила 43,2 становника/km². Општина се простире на површини од 13,31 km². Налази се на средњој надморској висини од 129 метара (максималној 177 m, а минималној 108 m).

## Демографија
| 1962. | 1968. | 1975. | 1982. | 1990. | 1999. | 2011. |
| ----- | ----- | ----- | ----- | ----- | ----- | ----- |
| 426   | 432   | 411   | 405   | 460   | 517   | 575   |

График промене броја становника у току последњих година